# Архипп Херотопский
Архи́пп (др.-греч. Ἅρχιππος; IV век) — христианский подвижник, преподобный.
Согласно Житию, Архипп родился во Фригии, в городе Иераполе, его родители были христианами. В возрасте 10 лет Архипп пришёл на место, носившее название Херотопа (др.-греч. Χαιρέτοπα, Χαιρίτοπα). В этом месте находилась церковь, посвящённая архангелу Михаилу. Херотопа находилась рядом с городом Хоны (Колоссы). Церковь была построена одним из жителей города в благодарность за исцеление его дочери водами целебного источника, располагавшегося на том месте. Архипп остался при храме навсегда исполняя обязанности пономаря. Живя рядом с церковью Архипп вёл суровый, аскетический образ жизни, пребывая постоянно в посте и молитвах. В окрестностях Херотопа жили язычники, им Архипп проповедовал Евангелие. Многие из них, благодаря его проповеди приняли крещение. Упорные язычники во главе с идольскими жрецами, питая злобу к Архиппу, решили уничтожить храм и одновременно убить Архиппа. Для этого они соединили в один поток две горные реки Лукакопрос (др.-греч. Λύκοκαπρον, Λυκόκαπρος) и Кюфос (др.-греч. Κοῦφον, Κοῦφος), а затем образовавшийся поток направили на храм. Архипп начал молиться архангелу Михаилу о предотвращении бедствия и сохранении церкви. Благодаря молитве, явился архангел Михаил; он ударил жезлом по горе, открыл в ней широкую расселину, куда устремилась вода потока, а храм остался неприкосновенным. Город, где совершилось это чудо, стал называться Хоны (расселина, отверстие). Данное событие получило название — «Чудо архангела Михаила в Хонех», празднование в воспоминании события совершается ежегодно в Православии 6 сентября (19 сентября), 6 сентября. Архипп жил неотлучно при храме до старости и умер в возрасте 70 лет. Христиане похоронили Архиппа в Херотопе, на месте его подвигов.